# 羅卡斯·日林斯卡斯
羅卡斯·日林斯卡斯（1972年7月20日—2017年6月6日）是立陶宛記者、政治人物，於2008年當選為立陶宛國會議員，於任內逝世。他是立陶宛國會第一位公開出櫃的議員。

## 生平
羅卡斯·日林斯卡斯的父母是游泳教練與幼兒園教師。日林斯卡斯學生時期先對地理學感興趣，之後才對政治及政治學感興趣，在維爾紐斯大學時則主修新聞學。從政之前，日林斯卡斯是立陶宛的知名記者、編輯與電視新聞主播，1993年至1998年間任職於立陶宛國家廣播電視台，1998年至2008間則任職於LNK電視台。
2009年，日林斯卡斯在當選議員一年後公開出櫃，成為立陶宛第一位當選國會議員的LGBT政治人物；但他對許多同志平權議題皆表示不贊成，例如開放同性婚姻、LGBT收養等。他也長期反對立陶宛LGBT社群舉辦同志遊行，出櫃後卻出人意料地決定參加2010年5月8日維爾紐斯首次舉辦的同志遊行。
日林斯卡斯曾在酒後對警察咆哮，自損公眾形象。2011年，日林斯卡斯被發現在國會內喝醉酒，而被基督教黨開除黨籍。2012年，日林斯卡斯加入祖國聯盟－立陶宛基督教民主黨，並於2016年順利連任。
2017年5月，日林斯卡斯入院治療；6月6日因愛滋病併發肺炎，於維爾紐斯大學桑塔羅斯診所逝世，得年44歲，並葬於安塔卡尼斯墓園。